# Ten Miyagi
Ten Miyagi (宮城 天?, Miyagi Ten; Kawasaki, 2 giugno 2001) è un calciatore giapponese, attaccante del Kawasaki Frontale.

## Palmarès

### Club

#### Competizioni nazionali
- Supercoppa del Giappone: 2

Kawasaki Frontale: 2021, 2024
- Campionato giapponese: 1

Kawasaki Frontale: 2021